# William Pimm
William Edwin Pimm (* 10. Dezember 1864 in London; † 18. Juli 1952 in Miami, Vereinigte Staaten) war ein britischer Sportschütze und zweifacher Olympiasieger.
Bei den Olympischen Sommerspielen 1908 in London gewann er die Goldmedaille im Mannschaftswettbewerb mit dem Kleinkalibergewehr. In den Einzelwettkämpfen erzielte er je einen 6. Platz mit dem Kleinkalibergewehr liegend und mit dem Kleinkalibergewehr auf bewegliches Ziel.
Vier Jahre später bei den Olympischen Sommerspielen in Stockholm gewann er mit dem Kleinkaliber den Mannschaftswettbewerb über 50 m und wurde Zweiter über 25 m auf bewegliches Ziel.
William Pimm ist auch ein bekannter viktorianischer Maler. Er studierte im belgischen Antwerpen.